# Pyramidy v Güímaru
Pyramidy v Güímaru se nacházejí na severním okraji městečka Güímar na východním pobřeží ostrova Tenerife, jednoho ze španělských Kanárských ostrovů. Zahrnuje šest stupňovitých pyramid s obdélníkovými základy, které se nápadně podobají pyramidám zbudovaných Mayi a Aztéky v Mexiku, avšak podle archeologických výzkumů byly postaveny v 19. století.

## Odhozené kameny
Po dlouhý čas se věřilo, že pyramidy jsou pouze haldami vytvořenými původními místními rolníky, kteří kamení nalezené při orbě hromadili na okrajích svých polí, což je na Kanárských ostrovech obvyklá praxe. Záznamy místních lidí a staré obrázky ukazují, že podobné pyramidy dříve existovaly na mnoha místech ostrova, ale byly rozebrány pro předpokládanou zbytečnost a použity jako levný stavební materiál. Jen v samotném Güímaru bylo dříve devět pyramid, z nichž zůstalo pouze šest.

## Současné pyramidy
V roce 1991 pyramidy studoval známý výzkumník Thor Heyerdahl a zjistil, že nemohou být náhodnými haldami kamení. Například kameny v rozích pyramid jeví známky opracování a zem okolo byla před jejich budováním srovnána. Nejsou tvořeny kamením z blízkých polí, ale z lávových kamenů. Heyerdahl také odhalil zvláštní astronomickou orientaci pyramidy. V den letního slunovratu je možné z plošiny největší pyramidy vidět dvojí západ slunce – slunce zmizí za vysokým vrcholem hory, mine jej, znovu se objeví a zapadne podruhé za další horou. Všechny pyramidy mají schody na západní straně, na kterých lze ráno o zimním slunovratu kráčet přesně ke stoupajícímu slunci.
Navzdory svému výzkumu Heyerdahl nemohl ani určit stáří pyramid ani odpovědět na otázku, kdo je postavil. Nicméně je známo, že v jeskyni pod jednou z pyramid žili Guančové. Před španělskými výboji v 15. století, byl Güímar sídlem jednoho z deseti 'menceys' (králů) Tenerife.
Příznačné je, že podle zprávy zanechané Pliniem Starším byly Kanárské ostrovy neobydlené až do časů Féničana Hanna Navigátora (asi 600 př. n. l.), nacházely se na nich však ruiny velkých budov. Původ Guančů také není zcela jasný. Cesta na Kanárské ostrovy z nejbližšího pevninského pobřeží v jižním Maroku je kvůli mořským proudům obtížná, z Evropy a Středozemního moře je však snazší.
Heyerdahl rozvíjel teorii, podle které Kanárské ostrovy sloužily jako základny pro starověkou mořeplavbu mezi Amerikou a Středozemím. Nejrychlejší cesta mezi těmito dvěma oblastmi vskutku protíná Kanárské ostrovy – byla použita také Kryštofem Kolumbem. Na počátku roku 1970 Heyerdahl ukázal, že plavba mezi Severní Amerikou a Karibikem je možná i s použitím starověkých metod – doplul na člunu Ra II z papyru z Maroka na Barbados.
Roku 1998 bylo území 65 000 m² güímarských pyramid otevřeno veřejnosti jako etnologický park. Heyerdahl byl finančně podporován norským rejdařem Fredem Olsenem žijícím na Tenerife. Informační centrum seznamuje návštěvníky s Heyerdahlovými expedicemi a jeho teoriemi o pyramidách, ale jejich dataci do 19. století nezmiňuje. Dva pavilóny obsahují výstavy věnované Heyerdahlovi, modely jeho lodí, mezi jinými reprodukci Ra II v původní velikosti.